# Cerro Azul (Misiones)
Cerro Azul é uma cidade argentina da província de Misiones, localizado dentro do departamento Leandro N. Alem.

## História
A localidade se iniciou como uma colônia de alemães e polacos que se dedicaram ao cultivo de tabaco e erva mate.
O asfaltamento da Ruta Nacional nº. 14, na década de 1980, foi vital para a conexão do município com o resto da província, dinamizando a economia local.

## População
O município conta com uma população de 5.323 habitantes segundo o Censo do ano 2001 (INDEC). É o mais povoado do departamento depois da cidade de Leandro N. Alem.